# 2015 SO21
2015 SO21 est un objet transneptunien très mal connu, faisant partie des objets épars avec un diamètre d'environ 185 km.